# Hilda van Stockum
Hilda Gerarda van Stockum (Rotterdam, 9 februari 1908 – Berkhamsted, 1 november 2006) was een Nederlands-Brits kinderboekenschrijfster. Ze maakte ook schilderijen en tekeningen in boeken. 

## Privéleven
Hilda werd in 1908 geboren in Rotterdam. Haar vader Bram van Stockum was marineofficier. Haar moeder Olga Boissevain was een dochter van journalist Charles Boissevain. Hilda was een zus van wiskundige Willem Jacob van Stockum. Ze groeide op in Nederland en Ierland en woonde eveneens een paar jaar in de Verenigde Staten. Vanaf 1973 was ze woonachtig in Engeland.

## Archief
In 2023 werd in haar privé-archief een groot aantal brieven gevonden van mensen die actief waren in het Nederlandse verzet, onder wie haar achterneef Walraven van Hall.

## Boeken
- 1934 - A Day on Skates.The Story of a Dutch Picnic
- 1940 - Kersti and St. Nicholas
- 1942 - Andries
- 1943 - Gerrit and the Organ
- 1950 - The Angels' Alphabet
- 1951 - Patsy and the Pup
- 1957 - King Oberon’s Forest
- 1962 - Little Old Bear
- 1962 - The Winged Watchman
- 1963 - Jeremy Bear
- 1964 - Bennie and the New Baby
- 1964 - New Baby is Lost
- 1966 - Mogo’s Flute
- 1972 - Penengro
- 1973 - Rufus Round and Round
- 1975 - The Borrowed House

### Bantry-Bay-Serie
- 1938 - The Cottage at Bantry Bay
- 1939 - Francie on the Run
- 1941 - Pegeen'

### Mitchells-Serie
- 1945 - The Mitchells
- 1948 - Canadian Summer
- 1958 - Friendly Gables

- Bibliothèque nationale de France: cb122245116 (data)
- Biografisch Portaal: 63869909
- CiNii: DA12035942
- Gemeinsame Normdatei: 141876069
- International Standard Name Identifier: 0000 0000 8510 4132
- Library of Congress Control Number: n50046686
- Bibliotheek van het Japanse parlement: 00708796
- Nationale bibliotheek van Australië: 35576803
- Nationale Bibliotheek van Israël: 987007572215705171
- Nederlandse Thesaurus van Auteursnamen: 126985359
- RKD-Nederlands Instituut voor Kunstgeschiedenis: 109394
- SNAC: w6zw2z0t
- Système universitaire de documentation: 249292327
- Trove: 1001585
- Union List of Artist Names: 500073734
- Virtual International Authority File: 62220
- WorldCat: E39PBJmxVVGHT7pp48Qjtpwgrq